# のりりん
『のりりん』は、鬼頭莫宏による日本の漫画。『イブニング』（講談社）にて、2009年（雑誌番号は2010年2号）から2015年7号まで連載された。単行本は全11巻。

## 概要
とあるきっかけで自転車に乗らざるを得ない状況に追い込まれた自転車嫌いの主人公が、その魅力に目覚めていく様子を描いた自転車漫画である。
『なるたる』『ぼくらの』など、鬼頭はそれまでSF作品を多く描いてきたが、日常の世界観で自分の好きなものを描きたいと思い、自身が描ける題材と『なるたる』の担当編集者の異動先である『イブニング』の当時の掲載状況を鑑みて自転車漫画を選んだという。多くの過去作品とは違い現実を舞台とした明るい作風だが、これは意図したものであり日常世界にネガティブな要素を入れないように気をつけたとのこと。
また他の自転車漫画との差別化を図るため「教則本」をコンセプトにしており、鬼頭は本作を「自転車に入り始めた人とか興味を持ち始めた人に向けたハウツー本みたいなイメージ」と語っている。
神奈川県秦野市が舞台であり
、サイクリングコースとしてヤビツ峠や箱根が登場する
ほか、作中のラーメン屋「輪」にもモデルが存在する。また2015年3月15日に（公社）秦野青年会議所が主催した「サイクルカフェ in 表ヤビツ」では鬼頭が対談に招かれ、9巻表紙絵と同一のイラストがポスターに使われている。
自転車ビギナーに対する入門書としての評価が高い一方、自転車での走行シーンの描写にも定評がある。南信長は本作を「コメディセンスもあり、地方都市の独身男女の群像劇としても楽しむこともできる」と評した上で、主人公視点で描いた自転車という乗り物の特性の描写を評価している。

## あらすじ
自転車嫌いで、走り屋仕様の自動車を乗り回していたノリこと丸子一典は公私ともドライブするのが日課であったが、ある日、交差点を右折する際に対向車線をタイムトライアルバイクで走っていた女子高生、織田輪をあやうく轢きそうになり、警察沙汰を避けたかったため免許証を輪に預けてしまう。その後、呼び出されて合コンに参加した友人たちを乗せているときに杏真理子に酒を口移しされ、その直後に警らに遭遇。酒気帯びに加え、定員超過と免許不携帯で免許証取消が確定してしまう。
学生時代の友人三ツ渕進との確執から自転車には乗らずにいたノリであったが、織田家に唆されて自転車に乗る（ポタリングする）ハメになる。
やがて、織田家の営むラーメン屋「輪」の客、等々力潤との自転車勝負などを経て、ノリの仲間たちも自転車に乗り始め、ツーリングやロードレースに参加していく。
三ツ渕進との再会をきっかけに、輪は三ツ渕だと思っていた自身の初恋の相手が実はノリだったことに気付く。中日向の薦めで、輪の好きな人の秘密とノリが自転車に乗らない理由の秘密を賭けた、輪とノリの競走が行われる。ノリの後ろを走っていることの楽しさから賭けを忘れかけていた輪だったが、すぐ我に返り一気に抜き去っていった。
夏休みが終わり、ノリはすっかり自転車がある生活が日常となる。自身の身の丈にあったスピード、それを他ならぬ自分の肉体が生み出しているという快感を実感しながら、ノリと輪は相変わらず2人で自転車通勤/通学を続けていく。

## 登場人物

### 丸子の仲間たち
丸子 一典（まりこ かずのり）
本作の主人公。通称「ノリ」。28歳で彼女なし。イベント企画兼広告代理業を営む地元の零細企業に勤める。愛車はフォード・マスタング5代目後期型をドレスアップしたものであった。
自転車はGT Edge Tiを織田家から借りていたが、後にLiteSpeed Bladeを自分で組み上げる。ホイールは三夢、南に合わせ650C。
過去のトラウマのせいで、過去の免許停止時には走って通勤するほどの筋金入りの自転車（もとい自転車乗り）嫌いだったが、織田家の計らいで自転車に乗らされて以来、自分でも無意識に自転車の魅力に目覚めつつある。
水泳をやっていたため、体幹が鍛えられており心肺能力・回復力も高い。走りを見た三ツ渕は将来は輪よりも早くなると判断している。
杏 真理子（からもも まりこ）
通称「モモ」。門真らとの合コンに参加していた女性のひとり。ノリの免許証取消の原因になったことを謝罪した際の優しい対応からノリに惹かれるようになる。体育会系で学生時代は「オニモモ部長」と呼ばれていた。門真らに自転車チームを結成すると言われ、クロスバイクを買うが、2ヵ月程度乗った後に東に譲り、C4 Jokerのフレームによるロードバイクを新たに入手する。ノリへの告白を三夢と南の前で宣言したが、告白には至っていない。
丸子 三夢（まりこ みむ）
通称「ミム」。ノリの妹。25歳。体育会系。アパートにノリと一緒に住んでいる。仕事は信用金庫の総務。購入したロードバイクはFELT ZW75。
江端 宗弘（えばた むねひろ）
通称「クマ」。ノリとは小学校の頃からの友人。背が高い。愛車はスズキ・カプチーノ。輪に影響され、ミニベロを買う。仕事は製菓工場のライン設計保守。理系出身のためか、機械が好きな一面を見せる描写が多々ある。
門真 洋一（かどま よういち）
通称「ドマチ」。高校時代からのノリの友人。ノリたちが生活する市内の大手スーパー「カドマート」の跡取り。愛車は日産・スカイライン、R34型25GT-t前期。輪に影響され、MTBを買う。その後ノリへの対抗意識からロードバイクDedacciai STRADA ASSOLUTOを購入。見たままの性格の軽い人物だが、ノリ曰く「結構真面目に考えている」。
東 均（ひがし ひとし）
通称「ヒガシ」。肥満気味の男性なため、「デブ」とも呼ばれることもある。高校時代からのノリの友人。愛車はホンダ・フュージョン。輪に影響され、BMXを買う。仕事は進学塾の講師。杏がロードバイクを購入した際にそれまで使っていたクロスバイクを引き取った。自転車の楽しみ方は他の仲間たちと異なり、食べることを目的に走る。仲間内では最も運動神経がよく、スタンディングスティル（その場で乗ったまま足を地に着けず自転車を停止させる技術）では手放しのまま維持することが可能。
若江 南（わかえ みなみ）
通称「ミナミ」。東の彼女であり彼を尻に敷く「飼い主」。仕事はコンビニのアルバイト。門真のR34でドリフトするなど、持ち主より車の操縦が上手い。小柄なためサイズの合うロードバイク探しに苦労するが、陽子に650Cのホイールがあることを教えられ、TESTACH PILLADELLEを購入。過去にノリに好意を寄せていたことがある。

### 織田家
織田 輪（おだ りん）
自転車乗りの高校3年生。ラーメン屋「輪」の看板娘。17歳。年間3万キロを走るほどの自転車好きだが、母・陽子が組んだ自転車に乗っているだけで自転車のことは何も知らず、ノリが自転車の購入を検討するまで自転車屋にも行ったことがなかった。方向音痴且つ携帯電話を持っていないのでトラブルの元になることもある。愛車はケストレル 500SCi。両親は標準語であるが、博多弁の訛を理由にイジメをうける転校生の日向を守るため自らも博多弁を喋るようになった。幼少期に迷子になったのを助けられ、送ってくれた男性に対し恋心を抱いていたが、その男性がノリであったことを知る。
織田 陽子（おだ ようこ）
輪の母。夫の栄と共にラーメン屋「輪」を切り盛りしている。人を自転車に乗せるためなら手段を選ばない自転車伝道師で、ノリを自転車の世界へ引き込んだ張本人。輪の上にプロのロード乗りである転（てん）・競輪選手である轟（ごう）という息子たちがいる。自転車に詳しいが自身は自転車には乗らない。その理由として輪は「医者に止められている」ためとノリに説明していたが、実は輪以上に自転車に乗ったら仕事も子育ても何もかも忘れるタイプで、ある意味「病気」。そのために自転車には乗らないようにしている。
愛車はスポールスピダーソットヴァン。
織田 栄（おだ ひさし）
輪の父。ラーメン屋「輪」の主人。大柄で筋骨逞しく、スキンヘッドに口髭を生やした強面の人物。自転車乗り。コミックス8巻収録の「とあるラーメン屋さんの裏メニュー」にて、プロレスのレフェリーを副業にしていることが判明した。

### ラーメン屋「輪」の客
等々力 潤（とどろき じゅん）
通称「トドロー」。ロード乗り。25歳。ロード歴2年。愛車は最速仕様のTIME RXR Ulteam。その他にANCHOR RNC3も所有している。三夢、南とは昔リトルリーグで敵チームだった。
老松（おいまつ）
頭髪が後退した、顎髭を生やした独身の中年男性。通称「オイちゃん」。口は悪いが人は良い。車と自転車が趣味。自転車はColnago Bititan。愛車はランチア・デルタ。
中 日向（なか ひなた）
コミックス10巻より登場。輪の旧友。夏休みを利用して福岡から1000km以上の距離をランドナーで走り「輪」を手伝いにくるメガネの女子高生。上述のように輪が博多弁を話すようになったきっかけでもある。

### 桧山のチーム
桧山 周作（ひやま しゅうさく）
等々力がロードバイクを買ったショップの店主の甥っ子でそのショップの自転車チームのリーダー。脱色した短髪とゴリラのような体格が特徴。掛け声も合図もなくノリの直近をチームで隊列を組んで追い抜いたり、走りながらゴミをポイ捨てするなどマナーが悪く、自分より遅い自転車乗りをこき下ろす。等々力曰く「女にだらしない」など絵に描いたような敵役として登場する。婚約者がいる。
木町 茂（きまち しげる）
桧山のチームの一員。金髪のボブ。ノリのチームとのチーム・タイムトライアル対決の際に初登場。桧山とも一定の距離を置くような発言をしている。他の3人と違って他人を貶めたりせず、4時間エンデューロではノリたちが集団に追いつくのを手伝っている。チームの中では等々力とあまり面識がない。

### その他
三ツ渕 進（みつぶち しん）
ノリの中学時代の同級生で、ノリの自転車嫌いの原因ともなった男。フランスに渡り自転車ロードレースのプロ選手として活動していたが、その後日本に帰国した。輪とも面識がある。Neilpryde Alize（現nazare）に乗って登場。
輪と日向との関係と同様に、小学生時代に転校してきた三ツ渕に対するいじめがあり（もっとも、三ツ渕の場合は実力で相手を殴り飛ばしていたようではあるが）、学校の嫌われ者となっていたところにノリが近づいてきたことから、交友関係を築くことになる。「死ねよ」といった類の口癖があり、ノリの口癖の悪さは三ツ渕の真似をしたもの。ノリが仲間たちとよくやっている「罰ゲームとしてスクワット100回」も元はと言えば、三ツ渕とノリの間で始まったことだった。
輪の初恋の人だと思われていたが、その対象は三ツ渕と出会った際に一緒にいたノリの方だった。
小月 優（おづき ゆう）
通称「オヅちゃん」。ノリの昔の想い人。かつてはノリ、三ツ渕と3人でしばしば行動を共にしていた。物語の序盤、結婚して「谷和原 優（やわら ゆう）」となった、という旨の葉書がノリの元に届いている。他の登場人物の回想の中で過去の姿が登場するのみで、物語が進行する時系列での登場はない。
実際には結婚しておらず、結婚の報せは自分に対する感情で前に進めなくなっているノリに対する方便であった。

## 単行本
- 鬼頭莫宏 『のりりん』 講談社〈イブニングKC〉、全11巻
  1. 2010年7月23日第1刷発行、ISBN 978-4-06-352318-8
  2. 2011年1月7日第1刷発行、ISBN 978-4-06-352346-1 - 『なにかもちがってますか』1巻と同時発売。
  3. 2011年7月22日第1刷発行、ISBN 978-4-06-352372-0
  4. 2012年1月6日第1刷発行、ISBN 978-4-06-352397-3 - 『なにかもちがってますか』2巻と同時発売。
  5. 2012年7月23日第1刷発行、ISBN 978-4-06-352425-3
  6. 2013年1月7日第1刷発行、ISBN 978-4-06-352444-4 - 『なにかもちがってますか』3巻と同時発売。
  7. 2013年6月21日第1刷発行、ISBN 978-4-06-352468-0
  8. 2013年11月22日第1刷発行、ISBN 978-4-06-352487-1
  9. 2014年5月23日第1刷発行、ISBN 978-4-06-354514-2
  10. 2014年11月21日第1刷発行、ISBN 978-4-06-354546-3
  11. 2015年4月23日第1刷発行、ISBN 978-4-06-354565-4